# Philipp von Hanau-Hořovice
Prinz Philipp von Hanau-Hořovice, mit vollem Namen Friedrich Wilhelm Philipp von Hanau-Hořovice (* 29. Dezember 1844 in Kassel; † 28. August 1914 in Oberurff) war der jüngste von sechs Söhnen aus der morganatischen Ehe des Kurfürsten Friedrich Wilhelm I. von Hessen-Kassel mit Gertrude Lehmann.

## Abstammung
Am 2. Juni 1853 verlieh der Kurfürst ihr und den Nachkommen aus seiner Ehe mit ihr den Titel „Fürst/in bzw. Prinz/essin von Hanau“. Die österreichische Anerkennung als „Fürstin Hanau von und zu Hořowitz“ erfolgte am 6. März 1855. Die kurfürstlich-hessische Bestätigung dieses Titels und Namens für die Kinder des Kurfürsten und die Nachkommen seiner Söhne machte deren standesgemäße Ehe (mindestens gräfliche Abstammung der Ehepartnerin) zur Voraussetzung und wurde von österreichischer Seite am 20. Januar 1877 anerkannt. Philipp war somit Prinz von Hanau. Seine älteren Brüder wurden, mit Ausnahme des Ältesten, sukzessive alle Fürsten von Hanau, starben aber jeweils ohne erbberechtigte Nachkommen, so dass immer der jeweils nächstgeborene den Titel erbte. Philipp selbst war, wie auch sein ältester Bruder Friedrich Wilhelm, wegen seiner nicht standesgemäßen Ehe von der Erbfolge als Fürst von Hanau ausgeschlossen, und seine Söhne waren „Grafen von Schaumburg“.

## Leben
Philipp, der mit seinen Eltern ab 1867 im böhmisch-österreichischen Exil in Prag und auf dem Schloss Hořowitz lebte, wurde Rittmeister in österreichischen Diensten. Seine Beteiligung an der Besetzung Bosniens 1878 durch Österreich wurde von Adam Trabert dichterisch „verewigt“. Nach dem Tod seines Vaters (1875) und dem Verzicht von dessen Agnaten auf die Thronfolgeansprüche zugunsten Preußens kehrte er nach Hessen zurück und erwarb von der Witwe des 1871 verstorbenen preußischen Landesdirektors im Regierungsbezirk Kassel und vormaligen Hessen-Kasseler Hofbeamten Philipp von Wintzingerode dessen Gut und Herrenhaus in Oberurff, heute Ortsteil von Bad Zwesten im Schwalm-Eder-Kreis in Nordhessen, als seinen Wohnsitz. Auf dem Gelände ließ er sich 1877 das Schloss Oberurff erbauen, einen großen Herrensitz im Stil des Neubarock, nebst einem weitläufigen Landschaftspark.  Dann brachte er die Bibliothek und die Kabinettsakten seines Vaters nach Oberurff.
Philipp war von 1890 bis 1903 Mitglied des Kommunallandtags des preußischen Regierungsbezirks Kassel und Provinziallandtags der Provinz Hessen-Nassau, aber seine Bemühungen um einen Berliner Parlamentssitz waren erfolglos.

## Ehe und Nachkommen
Philipp heiratete am 29. März 1875 in Wien Albertine Hubatschek-Stauber (* 7. Dezember 1840 in Semlin; † 11. April 1912 in Meran-Gratsch).  Sie wurde zur Gräfin von Schaumburg erhoben, und die Nachkommen der beiden trugen den Namen „Grafen von Schaumburg“. Der Ehe entstammten drei Söhne und zwei Enkelinnen:
1. Philipp (* 17. April 1868 in Purkersdorf bei Wien, † 19. September 1890 in Berlin)
2. Friedrich Wilhelm August (* 18. Dezember 1875 in Eaux-Vives (Genf), † 26. Dezember 1898 in Leipzig)
3. Karl August Friedrich Felix (* 10. August 1878 in Oberurff, † 2. Dezember 1905 in Lehrbach), ⚭ 28. September 1901 Anna von Böchmann, geb. von Trott zu Solz (* 27. Dezember 1870 in Diez, † 15. Oktober 1942 in Oberurff) 
  1. Albertine (1902–1935), ⚭ Edwin Graf von Rothkirch und Trach (1888–1980)
  2. Marie Luise (1903–1975), ⚭ Hans Treusch von Buttlar-Brandenfels (1885–1946)